# Estação Ferroviária de Juncal

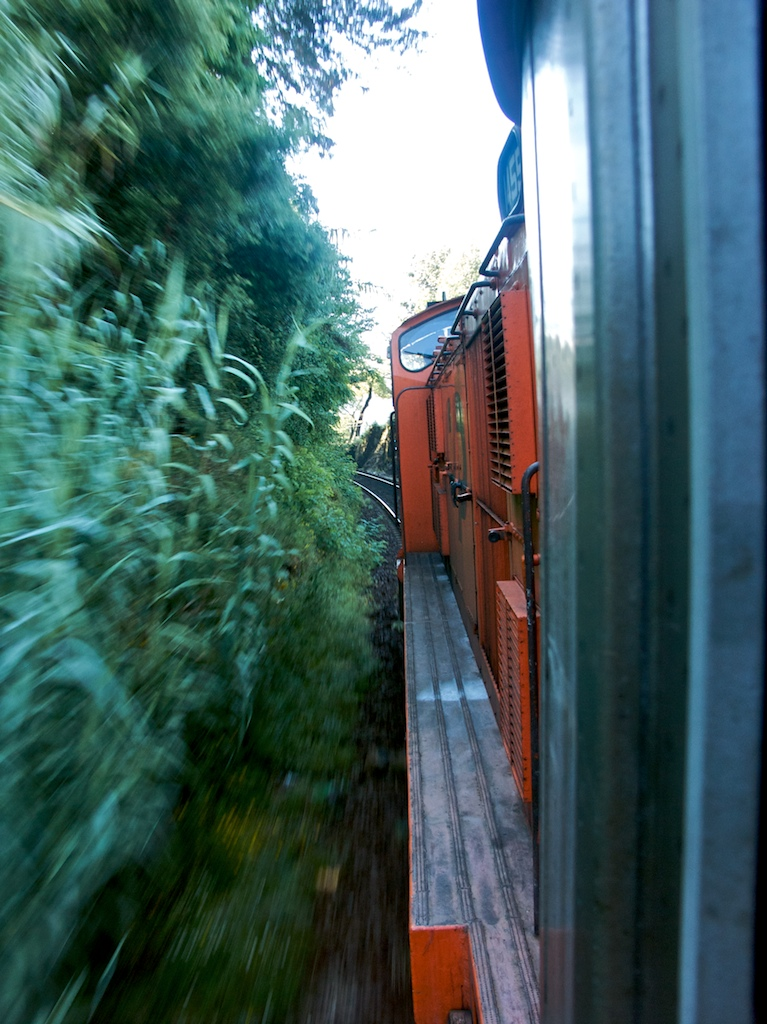
Vista de comboio regional circulando a norte da estação, em 2008

A Estação Ferroviária de Juncal é uma interface da Linha do Douro, que serve as localidades de Paredes de Viadores, e Manhuncelos, no concelho de Marco de Canaveses, Distrito do Porto, Portugal. Foi inaugurada em 15 de Setembro de 1878.

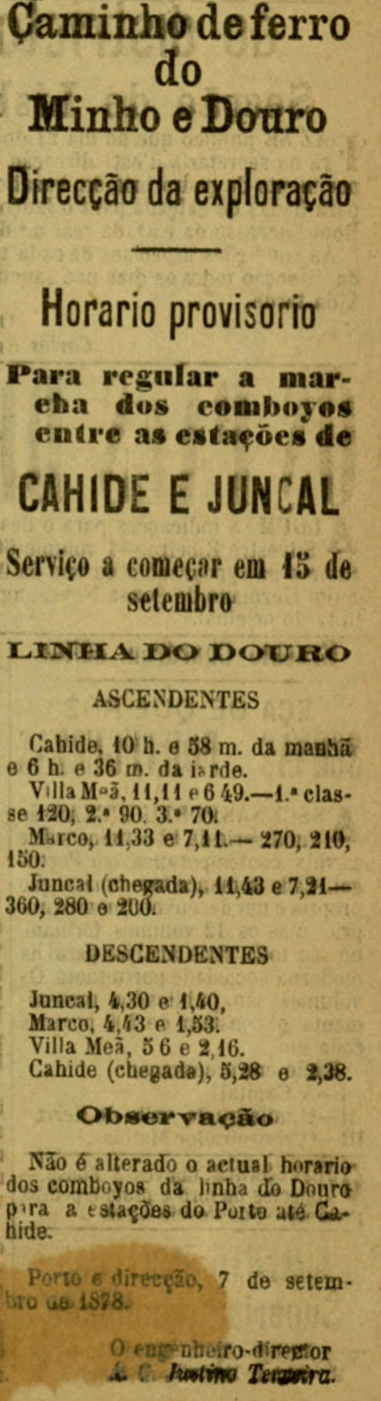
Anúncio da abertura da estação, em 1878

## Caracterização

### Localização e acessos
Situa-se junto à localidade de Paredes de Viadores, com acesso pela Rua do Juncal.

### Infraestrutura
Em Janeiro de 2011 apresentava duas vias de circulação, ambas com 362 m de comprimento, e uma gare com 115 m de comprimento e 30 cm de altura.

### Serviços
A estação só é utilizada por serviços Regionais da operadora Comboios de Portugal.

## História
Esta estação entrou ao serviço em 15 de Setembro de 1878, como terminal provisório da Linha do Douro; o troço seguinte, até Régua, abriu à exploração em 15 de Julho de 1879.

Em 1933, a Comissão Administrativa do Fundo Especial da Caminhos de Ferro autorizou as obras de calcetamento do acesso ao cais desta estação, e em 23 de Abril do ano seguinte, aprovou a construção de uma rampa de acesso ao cais, e a pavimentação do pátio de mercadorias, tendo estas obras sido lançadas em concurso pela Direcção-Geral de Caminhos de Ferro. Um diploma do Ministério das Obras Públicas e Comunicações, publicado no Diário do Governo n.º 192, II Série, de 18 de Agosto de 1937, aprovou o auto de recepção definitiva da empreitada n.º 7, relativa àquelas duas obras, que tinham sido adjudicadas a Justino Teixeira.